# گویانینها
گویانینها (به پرتغالی: Goianinha) یک منطقهٔ مسکونی در برزیل است که در ریو گرانده شمالی واقع شده‌است. گویانینها ۲۶٬۶۶۹ نفر جمعیت دارد.